# Танок
Тано́к (от слова танцевать) — жанр древних южнорусских, западнорусских и московских народных массовых обрядовых танцев, с песней и элементами игры, вид хоровода. Характерное движение в танце — хождение широкими рядами, взявшихся под руки, в локальных вариантах — хождение женщин, растянувшихся «шнуром», попарно. Основной областью распространения танков являются центральные и южные районы Курской области, северо-восток Белгородской области (бассейн реки Псёл); в Белгородско-Воронежском пограничье.

## Особенности танка
Южнорусские танки водятся только под песню, тогда как карагоды — обычно с музыкальным сопровождением. Танками называют относительно спокойный ритуальный тип движение («танок-шествие»). Танки близки к хороводам. Понятие «водить танки» соответствует общерусскому понятию «водить хороводы».
Существуют различные определения «танка». В одном случае танки совпадают с хороводами: «ведутся хороводы с пением старинных песен. Хороводы эти называются танками»; в другом они самостоятельны: «водили танки и хоровод»; а в третьем являются частью хоровода: «водят танки, образовав хоровод», а «кривой танок — уже не просто хоровод, а высшее развитие хоровода». Иногда танки значат то же, что хороводы-игры: «водят танки, то есть хороводы, соединённые с некоторыми движениями, называемыми играми».
Знаток южнорусской фольклорной традиции Анна Васильевна Руднева считает:

Танки — это хороводы преимущественно плясового характера с развитыми хореографическими построениями и множеством фигур. Но есть танки с элементами сценического действия — игрового начала.

Карагоды в Курской области — род пляски, в основе которой лежит индивидуальное мастерство пляшущих, самостоятельность действий, почти полная независимость плясуна, плясуньи или пары солистов от других пляшущих.
Можно выделить следующие особенности танков:
1. Центром распространения танков является территория Попселья (юго-западные районы Курской и северо-западные районы Белгородской областей). За пределами данного ареала танок почти не встречается.
2. Как правило, исполнение танков было приурочено к праздничным датам народного календаря.
3. Хороводы-танки сопровождались пением самих участников без музыкального сопровождения (карагоды, обычно, исполнялись под аккомпанемент местных музыкантов)[7].
4. В отличие от карагодов, движение часто линейные («улицами») друг напротив друга.
5. Наибольшим разнообразием хореографических построений отличались танки постовые (белг., курск. говеенские).

В украинском языке слово «танок» означает народную игру, в которой участники, взявшись за руки, ходят по кругу, танцуя с песней или просто танцуя; хоровод. Также во втором значении танок может вообще означать любой танец.
Таночные песни являются модифицированными образцами весенних обрядовых песен и занимают промежуточное положение между песнями обрядовыми и хороводными.

## Широкая улица
Широкой улицей называлось в сёлах место, где собирались сотни людей, чтобы вместе попеть, поплясать, поиграть и просто пообщаться. Устраивались такие встречи обычно в праздничные дни. Под вечер сельчане со всех концов шли на большой луг в центр села. Движение происходило рядами от двух до шести человек. Каждая улица села наполнялась поющими, танцующими, веселящимися людьми. И каждая улица приходила на общую «широкую улицу» по-своему. Если одни шли рядами с песней, то другие двигались под гармошку с частушками, третьи — под гармошку с пляской, четвёртая улица под жалейку с косой и т. д.
Прибывшие на луг девушки и парни, супружеские пары и другие жители ходили рядами по большому кругу. Одни шли с песней, другие просто разговаривали, шутили. В центре же этого большого круга находили себе место те, кто имел желание попеть под гармошку частушки, поплясать под двойную жалейку с косой или под карагодные песни. Вокруг них, как правило, собирались зрители, которые в любой момент могли становиться «артистами», входить в активную форму самовыражения.

## Виды танков
Каждый танок является уникальным и в подобном сочетании музыкального и хореографического материала нигде, кроме определённой территории, как правило, не встречается.
В одну линию
Этот танок исполняли в с. Будище Большесолдатского района под песню «Таня, Танюшка». В нём «девушки и женщины, взявшись за руки, в один ряд двигались вдоль улицы по особому способу, как бы вдевая нитку в иголку». Этот вид танка называется «ворота» или «поясок».
Параллельными линиями (с поясами)
Танок, который двигался двумя параллельными линиями, А. Руднева записала в с. Высоком Медвенского района Курской области. Его водили под песню «Маша да Машерочка моя». «Девушки в параллельных рядах берутся за руки, располагаясь друг против друга. Танководницы — крайние в каждом ряду, держат в руках «паясы» — длинные мужские пояса с махрами на концах, образуя ворота, в которые проходят следующие за ними девушки по принципу выворачивания рукава, так, что последние становятся первыми».
С петельками
Танок, в котором движение происходило по зигзагообразной линии, был зафиксирован в 1954 году в с. Долженково Обоянского района Курской области. Исполняли его под песню «Ой, ты купчик, бел голубчик». «Построившись в замкнутый круг и взявшись за руки, начинали двигаться «посолонь» (то есть по солнцу), волнообразно изламывая линию круга, то к центру, то от него: сначала делали одно углубление, потом второе, третье и т.д. Наконец отклонялись от круга в форме зубцов гребешка».
Кривой танок
Танок, в котором движение происходило по зигзагообразной линии, по словам собирательницы, некогда исполнялся в селе Плёхово Суджанского района Курской области. Он представлял собой одну линию, которую возглавляла девушка или парень. Двигаясь зигзагами по улице, хоровод направлялся в поле.
В замкнутом кругу
Танок в замкнутом кругу бытовал в с. Любостань Большесолдатского района Курской области. В нём женщины брались за руки, образуя круг, а мужчины стояли внутри круга и пели, иногда приплясывая.
В четыре ряда
Это говеенский, то есть, исполняемый во время Великого поста, танок в четыре ряда с большим разнообразием хореографических построений. Характерная песня — «Заря наша вечерняя».
С полотенцами
Хоровод с полотенцами-«ширинками» водили на «Красную горку» в сопровождении песни «Соловей мой, соловьюшка». По своему хореографическому построению он весьма напоминает танок с поясами.